# Ljusarkitektur

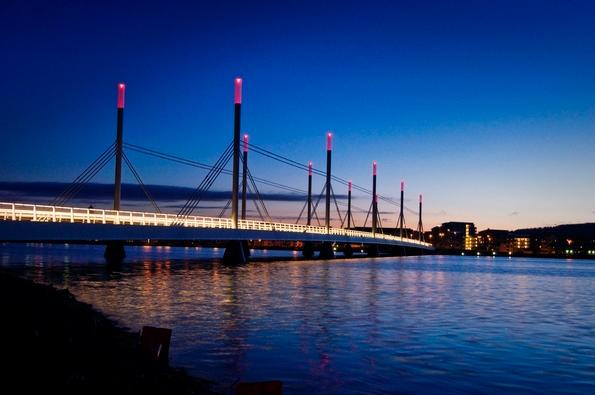
Munksjöbron i Jönköping.

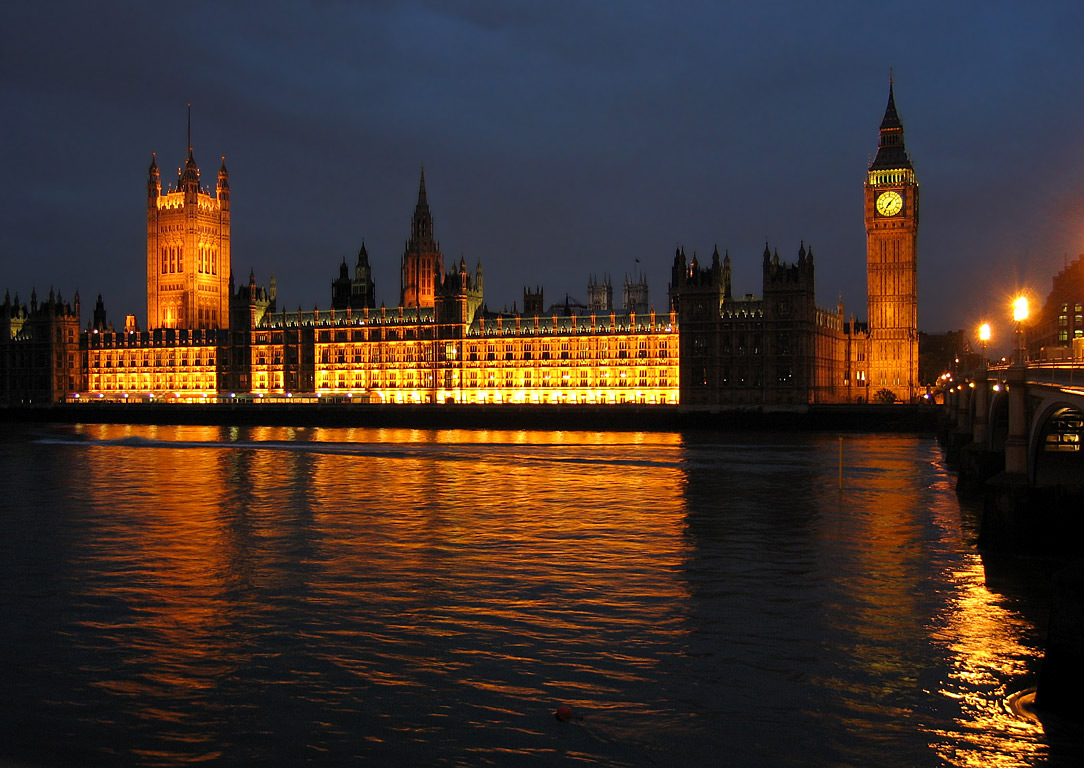
Palace of Westminster och Big Ben.

Ljusarkitektur är den del inom arkitekturen där arbetet handlar om ljus och framställning av belysningsanläggningar som ska integrera väl med sin omgivning. Ljussättningen ska även fungera väl tekniskt samt tillföra estetiska värden. Dessa faktorer, tillsammans med kalkyler och beräkningar, används av en ljusdesigner för att skapa en tilltalande miljö.
Kopplingen mellan människor och ljus diskuteras ofta vad gäller hälsa och sjukvård, något som i modern tid har medfört att efterfrågan på avancerade belysningsanläggningar har ökat, både för privata och offentliga miljöer.

## Ljusdesignerns arbete
Processen gällande att framställa ett tillfredsställande ljus är avancerad, och oftast densamma. Ritningar för placering tas fram, ljusberäkningar utförs för att fastställa mängden ljus och energi som används. Kostnadskalkyler, visualiseringar och provbelysningar görs för att sedan kunna lägga fram rekommendationer. Det vanligaste målet är att människor ska trivas och må bra av ljuset, samt att interiören och omgivningen framförs på bästa sätt. Ett väl känt uttryck inom ljusbranschen är "Det handlar alltid om rätt ljus, på rätt plats i rätt tid.".

### Rätt ljus
Belysning som är anpassad så att den uppfyller de krav som omgivningen ställer. Olika ljus behövs i olika miljöer och det finns en rad punkter att ta hänsyn till, som t.ex. synnedsättningar. Frågor ljusdesignern bör ställa sig är, vad är syftet med ljuset? Hur ska ljuset styras? Hur ska ljuset upplevas? Ska något framhävas eller döljas?

### Rätt plats
Samspelet med ytor är viktigt eftersom det avgör om belysning behövs eller inte. Utan yta finns det inget att belysa. Däremot behöver inte huvudobjektet som ska belysas nödvändigtvis vara platsen där belysningsanordningen sitter, utan en yta kan belysas indirekt på andra sätt. Ett exempel är korridorer där ofta endast ena väggen belyses eftersom ljuset sprider sig därifrån och effekten blir att rummet upplevs som ljusare.

### Rätt tid
Behovet av ljus är egentligen bara när någon befinner sig på den platsen. Är det ingen där så finns det inget behov för ljus. Energi går dagligen till spillo i samhället eftersom belysning används dygnet runt trots att det inte finns behov av det.

## Ljusets effekt
Livet på jorden har utvecklats under miljontals år under starkt dagsljus omväxlande med nattens mörker. Allt detta förändrades dock vid upptäckten av elektricitet, vilket medförde en del negativa konsekvenser. Utomhus varierar strålningsintensiteten mellan 500 och 100.000 lux, beroende på väder, vilket är 10-200 gånger större än inomhus där den varierar mellan 200 och 500 lux. Det är en rejäl skillnad och är inte optimalt, varken rent visuellt eller för kroppens "biologiska klocka". Som en följd av för lågt ljus utsätts människan för en "dygnsrytmisk stress" som rubbar dygnsrytmen och stör därför hälsan. Forskning visar bl.a. en ökning av sömnbrist hos befolkningen, högre risk för cancerförekomst hos nattarbetare, samt risk för SAD för att nämna några effekter. För att kunna motverka dessa konsekvenser behövs ny belysningsteknik och ljus som liknar utomhusljuset. Det är här ljusarkitektens roll är väsentlig. Exempel på en ljuskälla som har förutsättningar för att kunna bidra med de nödvändiga aspekterna är LED, som kan utvecklas till att stimulera både biologiskt och visuellt, och dessutom är energieffektiv.
Studier har klarlagt att en bättre ljusnivå t.ex. påverkar prestationsförmåga, humör och inlärning på ett positivt sätt. Även sjukvårdspersonal och patienter gynnas av en bättre ljusnivå, då forskning visar på att det betyder mycket för snabbare läkning och piggare personal.